# Seychellerna i olympiska sommarspelen 1992
Seychellerna deltog i de olympiska sommarspelen 1992 med en trupp, men ingen av landets deltagare erövrade någon medalj.

## Friidrott
Herrarnas 400 meter häck
- Giovanny Fanny
  - Heat — 52,63 (→ gick inte vidare, 39:e plats)

Herrarnas längdhopp
- Danny Beauchamp
  - Kval — 7,44 m (→ gick inte vidare, 37:e plats)

Herrarnas tresteg
- Paul Nioze
  - Kval — 16,23 m (→ gick inte vidare, 24:e plats av 47)

## Segling
Herrarnas lechner
- Danny Adeline
  - Slutlig placering — 349,0 poäng (→ 36:e plats)